# Млаке (Мута)
Млаке (словен. Mlake) је насељено место у општини Мута, Корушка регија, Словенија.

## Историја
До територијалне реорганизације у Словенији биле су у саставу старе општине Радље об Драви. После Првог светског рата насеље (заједно са насељем Свети Јернеј над Муто) је подељено новоуспостављеном државном границом између Аустрије и Краљевине СХС. Део насеља који је остао у Аустрији под именом Laaken данас се налази у општини Ајбисвалд (словен. Ivnik), у оквиру округа Дојчландсберг, у савезној покрајини Штајерској.

## Становништво
У попису становништва из 2011. године, Млаке су имале 37 становника.
| Број становника према пописима | Број становника према пописима | Број становника према пописима |
| ------------------------------ | ------------------------------ | ------------------------------ |
| 1991                           | 2002                           | 2011                           |
| 45                             | 43                             | 37                             |